# Troll Plastik og Bilindustri

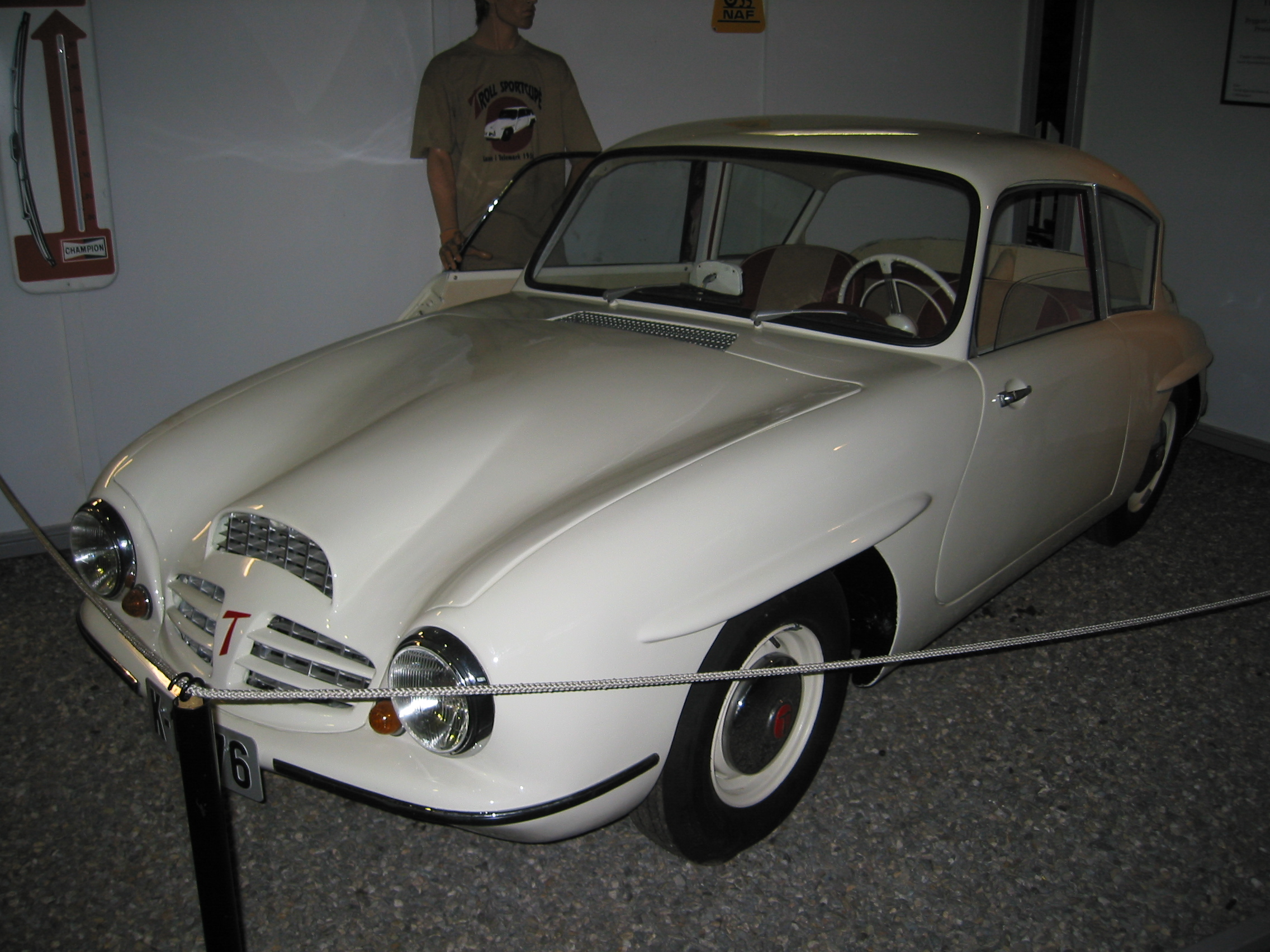
Troll von 1956 in einem Museum

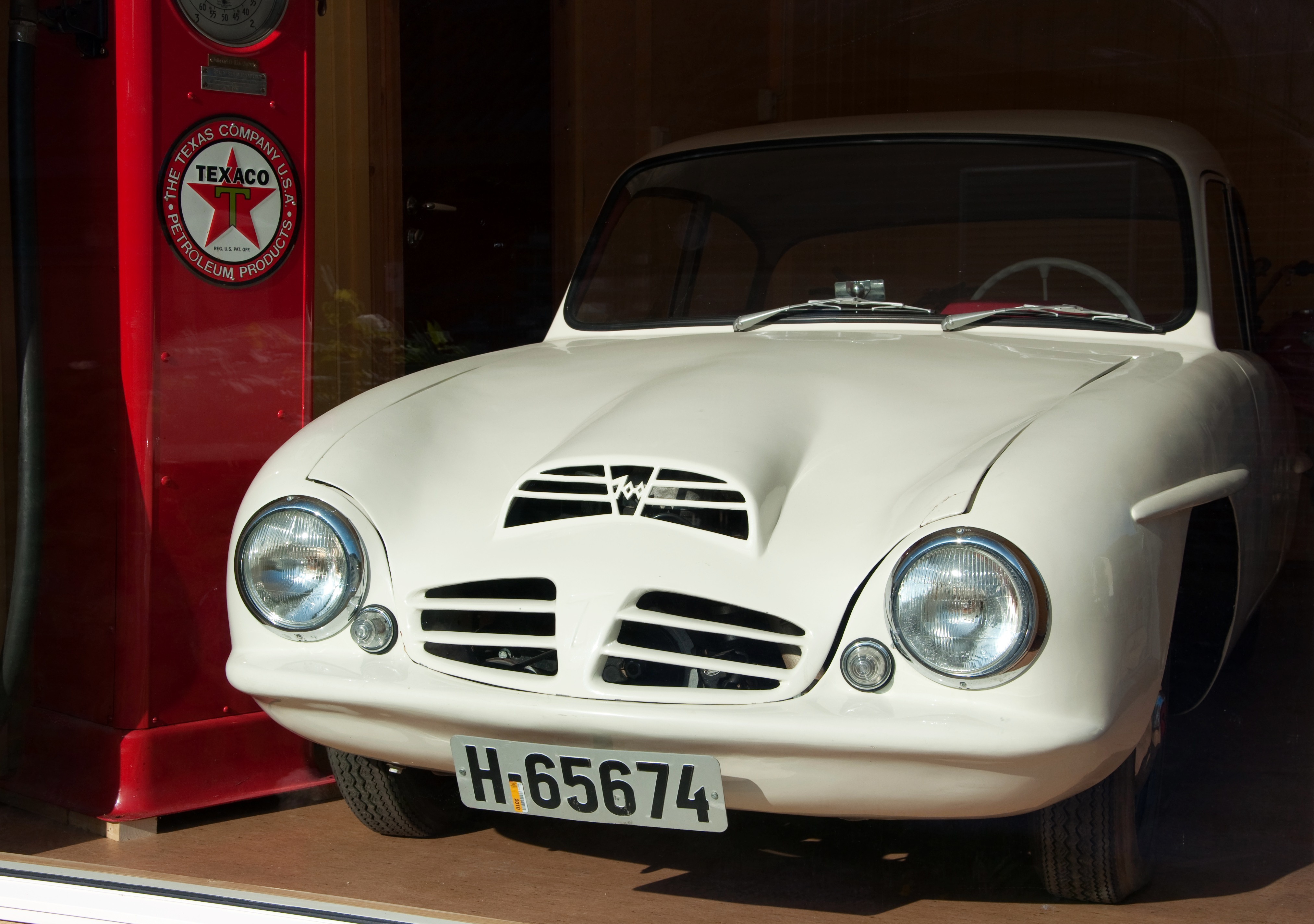
Troll

Troll Plastik og Bilindustri war ein Automobilhersteller aus Norwegen.

## Beschreibung
Das Unternehmen war in Lunde in der Provinz Telemark ansässig. In den Jahren 1955 bis 1957 entstanden fünf bis sechs Exemplare.
Der Ingenieur Per Kohl-Larsen plante nach dem Zweiten Weltkrieg die Produktion von Kleinwagen in Norwegen. Zunächst nahm er mit dem deutschen Konstrukteur Hans Trippel Kontakt auf, um in Lunde eine Lizenzfertigung des Trippel 750 einzuleiten, zu der es jedoch nicht kam.
Dann lernte Kohl-Larsen den Konstrukteur Bruno Falck und den früheren Saab-Ingenieur Erling Fjugstad kennen, und so entstand im November 1955 der erste Prototyp, ein zweisitziges Coupé mit Kunststoff-Karosserie, das mit einem Dreizylinder-Zweitaktmotor von Saab ausgestattet war, der aus 748 cm³ Hubraum 33 PS Leistung abgab.
1956 lief die Serienproduktion an. Aus Kostengründen wurden von der in Konkurs gegangenen Firma Gutbrod aus Plochingen in Deutschland komplette Chassis und Zweizylinder-Zweitaktmotoren bezogen, die mit Saugrohreinspritzung aus 663 cm³ Hubraum etwa 22 kW (30 PS) leisteten. Diese Serienfahrzeuge waren länger als der Prototyp und boten Platz für eine hintere Sitzbank.
Anfang 1957 ging die Firma nach der Produktion von fünf Serienfahrzeugen in Konkurs, ein sechstes Fahrzeug wurde anschließend noch aus vorhandenen Ersatzteilen zusammengebaut.
Vier Fahrzeuge haben bis heute überlebt, drei davon sind im Norsk Kjøretøyhistorisk Museum in Lillehammer und im Rogaland Bilmuseum in Brastein bei Sandnes ausgestellt; der vierte gehört einem Privatmann und ist als einziger Troll noch funktionstüchtig.
Ein Enkel des Gründers stellte 2019 nach zweijähriger Bauzeit ein weiteres Fahrzeug her, das auf dem Fahrgestell eines VW Käfers basiert und eine offene Karosserie hat.